# Кимбри
Кимбри (лат. Cimbri) су германско племе насељено у античко доба у северном делу Јиланда, Иселивши се одатле крајем II века п. н. е., кренули су према југу и продрли на територију Римске републике. Победивши Римљане код Нореје 113., п. н. е. прешли су преко Рајне у Галију.
Када је Рим одбио да им додели земљу у којој су се желели населити, прихватили су борбу с Римљанима и победили их најпре на територији галских Алоброжана (109. п. н. е.), затим на Гарони (107. п. н. е.) и коначно код Аурења (данас Оранж Воклиз) (105. п. н. е.). 
Њихов продор у Хиспанију није успео јер су их Келтибери присилили на повлачење.
Кимбри су се тада удружили са Тевтонцима и неким другим племенима и упали у Италију и заузели подручје северно од реке Поа. Ту су наишли на организовани отпор Римљана. Поразивши Тетвтонце 102. п. н. е код Аква Секстија (данас Екс ан Прованс), Гај Марије нанео је Кимбрима катастрофалан пораз 101. п. н. е. у северној Италији код Верцеле (данас Верчели).